# Opuntia discata
Opuntia discata är en kaktusväxtart som beskrevs av David Griffiths. Opuntia discata ingår i släktet fikonkaktusar, och familjen kaktusväxter. Inga underarter finns listade i Catalogue of Life.